# 別郷廃寺跡
別郷廃寺跡（べっこうはいじあと）は、愛知県安城市別郷町油石に所在する奈良時代・平安時代の古代寺院跡。2001年（平成13年）に安城市指定史跡に登録された。

## 概要
別郷廃寺は、奈良時代から平安時代の古代寺院である。1953年（昭和28年）に布目瓦が散布していることが確認され、2013年（平成25年）の発掘調査で鴟尾破片が出土し、金堂の存在が確認された。
岡崎市の北野廃寺と同笵関係にある瓦が出土しており、西三河における初期仏教伝播の様相を考察する上で重要な遺跡である。建立者については和志山古墳や宇頭古墳群を築いた氏族集団であるとする説などがある。

## 創建と変遷

### 創建時期
出土した瓦の様式から、以下の時期に区分される。
- 白鳳期：布目瓦、北野廃寺と同形の六葉素弁文軒丸瓦[3]
- 天平期：八葉素弁文軒丸瓦、八葉複弁文軒丸瓦[3]

### 中世以降
平安時代後期には衰退し、現在は畑地や宅地となっている。市杵島姫神社には寺院の礎石が転用されている。

## 伽藍配置と遺構
寺院の正確な規模は不明だが、以下の遺構が確認されている。
| 遺構         | 内容                 |
| ------------ | -------------------- |
| 瓦積土坑     | 大量の廃棄瓦が出土   |
| 掘立柱建物跡 | 寺院関連施設の可能性 |
| 竪穴建物跡   |                      |

### 出土遺物
- 瓦：北野廃寺と同笵の素弁六弁蓮華文軒丸瓦を含む計3種[1]
- 鴟尾：金堂の存在を示す破片[1]
- 土師器：古墳時代中期の土器も混在[2]

## 文化的意義
- 西三河の仏教伝播：北野廃寺に続く時期に創建され、碧海台地における仏教文化の展開を示す[5]。
- 古代集落との関係：隣接する別郷下り遺跡からは寺院関連施設の可能性がある方形区画が確認されている[5]。

## 保存と調査
- 1953年：瓦散布が確認され遺跡として認知[1]
- 2013年：初の本格発掘調査で鴟尾を発見[1]
- 2015年：掘立柱建物跡を確認[2]

## アクセス
- 名鉄西尾線桜井駅より徒歩約20分[1]。